# نيلا براماتي
نيلا براماتي (26 يناير 1949 - 12 نوفمبر 2020) سياسية إيطالية.
هي عضو سابق في الحزب الشيوعي الإيطالي، انضمت إلى الحزب الديمقراطي في عام 2007 وترشحت لمنصب عمدة فيرمو في الانتخابات المحلية الإيطالية لعام 2011. تم انتخابها في الجولة الأولى وتولت منصبها في 20 مايو 2011.
استقال برامباتي في 21 فبراير 2015 بعد أزمة حكومية داخلية.